# Pure Reason Revolution
Pure Reason Revolution — британская рок-группа, образовавшаяся в университете Вестминстера в 2003 году. В музыкальном плане тяготеет к экспериментальному звучанию, объединяющему различные стили и направления рок-музыки, условно объединяемые категорией прогрессив-рок. Для песен группы характерны композиционная усложнённость, динамические контрасты, удлинённость композиций, концептуальность, вокальная гармонизация, использование контрапункта, а также других специфических приёмов. Начиная со второго альбома, группа работает преимущественно в русле электронной музыки. Тексты песен подчеркнуто интеллектуальны и демонстрируют широкую философско-эстетическую эрудированность музыкантов. К примеру, песня «Deus Ex Machina» обозначает древний принцип в постановке трагедий, зародившийся в античном театре, название альбома Amor Vincit Omnia отсылает к картине Микеланджело да Караваджо, а песня «Victorious Cupid» — к её английскому переводу. Само название группы (Pure Reason Revolution — «Революция чистого разума») выступает аллюзией на главный труд великого немецкого философа И. Канта «Critique of Pure Reason» («Критика чистого разума»).
В музыкальном плане Pure Reason Revolution испытали глубокое влияние таких групп, как Pink Floyd, Porcupine Tree, Nirvana, Justice, Kraftwerk и Fleetwood Mac. Среди ряда авторитетных музыкальных изданий группа получила одобрительные рецензии.

## История

### The Sunset Sound
История Pure Reason Revolution начинается со времени образования группы The Sunset Sound в городе Рединг, в которой играли Джон (англ. Jon Courtney) и Эндрю Кортни (англ. Andrew Courtney) (барабанщик), Хлоя Элпер (англ. Chloë Alper) Грэг Чен (англ. Greg Jong) и Джим Добсон (англ. Jim Dobson). До этого Джон и Эндрю Кортни играли в поп-панк-группе Gel, продюсером которой был Сеймур Стайн (англ. Seymour Stein), основатель Sire Records. Хлоя Элпер была фронтменом команды Period Pains, добившейся популярности с песней против Spice Girls Who do you think you are в 1997 году.
В состав группы вошли также Том Лидс (англ. Tom Leathes) (вокал, гитара) и Боб Купер (англ. Bob Cooper) (бас-гитара). Дебютный сингл группы «Moving» попал на BBC Radio 1.

### Pure Reason Revolution

#### Cautionary Tales for the Brave
В период с 2000 по 2003 год группа сменила ряд названий, пока не остановилась на Pure Reason Revolution (среди них «The Wow» и «Pendulum Dawn»). Свой первый сингл «Apprentice of the Universe» Pure Reason Revolution записала на лейбле Poptones (достиг #74 места в британском национальном чарте).
После подписания контракта с SonyBMG осенью 2004 года, группа выпустила ещё 2 сингла: 12-минутный «Bright Ambassadors of Morning» (название отсылает к песне Pink Floyd Echoes альбома Meddle) и «The Intention Craft», а также мини-альбом Cautionary Tales for the Brave в 2005 году (полиграфия была низкого качества, так как обложка была напечатана группой самостоятельно). Эти действия должны были компенсировать задержки в записи новых песен, что также привело к изменению первоначальных планов группы. Большое количество уже выпущенных треков требовало работы над новым материалом для первого альбома.
В марте 2005 года группа играла на фестивале South by Southwest в городе Остин, США а также регулярно выступала в британских клубах. В течение этого времени PRR играли на концертах в поддержку таких групп, как Mew, Hope of the States, Secret Machines, Oceansize, одновременно продвигая свои собственные песни.
Весной 2005 года группу покинул Грэг Чен, которого заменил другой университетский приятель братьев Кортни, Джейми Уиллкокс (англ. Jamie Willcox).

#### The Dark Third
Первая долгоиграющая пластинка группы, «Dark Third», вышла в Великобритании 10 апреля 2006 года, её продюсером был Пол Нортфилд (англ. Paul Northfield), известный по работе с Rush, Porcupine Tree, Gentle Giant и Dream Theater. В США альбом увидел свет 25 июля 2006 года и отличался от британской версии улучшенной полиграфией и списком треков, взятым со времени записи мини-альбома.
Летом 2006 года по семейным обстоятельствам группу покидает Эндрю Кортни (его жена ждала ребенка), на его место был принят барабанщик Пол Гловер (англ. Paul Glover), бывший участник Wire Jesus. В ноябре без видимых причин из группы уходит Джим Добсон.
В декабре того же года группа прекратила сотрудничество с Sony/BMG.
В феврале 2007 года в обновлённом составе Pure Reason Revolution выступила вместе в поддержку Blackfield в ходе их европейского турне. В выступлениях группы наметилось несколько изменений, одним из которых стала переработанная реприза в «Golden Clothes», в которой все члены группы (кроме барабанщика) играли на синтезаторах, а в конце песни пели а капелла. Начиная с этого времени группа начала готовить материал для следующего альбома.
В июне 2007 года музыканты вновь поехали в США, чтобы принять участие в известном прогрессив/арт-рок фестивале Nearfest. Именно в это время группа впервые исполнила песню «Deus Ex Machina». В июне Pure Reason Revolution выступили на открытии летнего турне Porcupine Tree в поддержку альбома Fear of a Blank Planet. После этого в текущем году группа отыграла всего один концерт в Великобритании 15 октября в университете Саутгемптона.

#### Amor Vincit Omnia
В апреле 2008 года группа заключила контракт с немецкой звукозаписывающей компанией Superball Music для записи нового альбома, по поводу которого менеджер группы, Джонатан Кук, (англ. Jonathan Cooke) сделал следующее заявление:
«Было очень приятно найти решение, которое гармонично сочетает обязательства группы и её увлеченность инди музыкой с амбициями издателя. Подписание долгосрочного контракта с Superball Music на выпуск следующих двух альбомов было простым решением для нас.»

«It was refreshing to find a situation that combines the artist commitment and enthusiasm of an indie with the ambition of a major. Signing a longer-term deal with Superball Music for album 2 onwards was an easy decision to make.»

14 апреля Pure Reason Revolution записали мини-альбом «Victorious Cupid», а летом того же года группа отправилась в свой первый самостоятельный десятидневный мини-тур по Европе, включавший выступление в Бонне, Германия, снятое для немецкого телевидения сетью WDR и вышедшее в эфир в феврале 2009 года.
20 июня 2008 года группа выпустила концертный альбом Live at NEARfest 2007.
28 ноября Pure Reason Revolution утвердили название нового альбома («Amor Vincit Omnia») и сроки его выхода (9 марта 2009). 5 марта 2009 года группа начала своё самое большое турне, включающее 12 концертов в Великобритании и около 22 концертов в Континентальной Европе. Группа получила признание, попав в список «песни недели» британского журнала Kerrang! и «песни дня» известного британского журнала Classic Rock, который также поместил двухстраничную статью о группе.
Альбом «Amor Vincit Omnia» был написан под сильным влиянием электронной музыки, что отличало его от классического прогрессив-рока образца «The Dark Third», ориентированного на Pink Floyd, Yes и The Beach Boys. Песни «Victorious Cupid» и «Deus Ex Machina» стали лицом альбома и обозначили новое направление в звучании группы. Независимый британский музыкальный журнал Organ писал по поводу этих изменений:
«Pure Reason Revolution довольно странная группа… они соединяют ангельские гармонии прогрессив-рока в стиле Yes со старой школой хип хопа Мэна Пэрриша, сведённой к электрофанку группы Justice. И это действительно работает!»

«Pure Reason Revolution are such a strange band…they’re a mating of angelic prog rock harmony in the style of Yes, and old school Man Parrish hip hop style stripped down Justice electro funk. This actually works.»

#### Hammer and Anvil
В 2010 году Pure Reason Revolution записали свой третий студийный альбом, «Hammer and Anvil», выпущенный на лейбле Superball Music 15 октября 2010 года в Германии, Австрии и Швейцарии, и 18 октября в остальной Европе. В музыкальном плане он продолжил поворот в сторону электронной музыки, заложенный в Amor Vincit Omnia, а лирика группа, вдохновлённая темами Мировых войн, стала более мрачной. Журнал альтернативной музыки Rock Sound писал:
«Группа сохранила большинство своих тяжёлых хуков, чтобы создать великолепный музыкальный кроссовер. Треки наподобие „Last Man Last Round“ понравятся многим фанатам Pendulum, в то время, как элементы прогрессив-рока все ещё превалируют в „Open Insurrection“»

«The band have retained most of their heavy hooks to create a great crossover record. A track like „Last Man Last Round“ will fit into many Pendulum fans' heads, whereas their progressive elements are still prevalent in „Open Insurrection“»

В ноябре — декабре 2010 года группа отправилась в небольшой тур по Европе и Великобритании.
9 августа 2011 года группа объявила о своем распаде. Последний концерт состоялся 30 ноября 2011 года в Лондоне.

#### Возврат; Eupnea, Above Cirrus и Coming Up to Consciousness
12 октября 2018 Pure Reason Revolution были отмечены в роли со-хэдлайнеров на Midsummer Prog Festival, запланированном на июль 2019 в театре Openluchtheater (Валкенбюрг-ан-де-Гёл, Нидерланды). Джон Кортни и Хлоя Элпер остались единственными участниками старого состава. Они опубликовали новый, близкий по стилю к их первому релизу альбом, Eupnea, в апреле 2020 на лейбле InsideOut. 
Следующий альбом, Above Cirrus, был также опубликован на лейбле InsideOutMusic уже 6 мая 2022 года.  К Кортни и Элпер вновь присоединился уходивший в 2005 году Грэг Чен. После выхода альбома Хлоя Элпер плотно занялась собственным проектом James и фактически вышла из группы, её место на концертных выступлениях заняла сессионная участница Heilung Аннике Ширин.
В 2024 году Кортни и Чен опубликовали новый альбом, Coming Up to Consciousness; участие в записи альбома, кроме Аннике Ширин, также принял басист Pink Floyd Гай Пратт, а за сведение и мастеринг альбома отвечали участники группы The PIneapplle Thief.

## Состав
- Джон Кортни — вокал, клавишные, гитара
- Грэг Чен — вокал, гитара — (покидал группу в начале 2005 года, вернулся в 2021 году)

### Бывшие участники
- Хлоя Элпер — вокал, бас-гитара, клавишные (до 2022 года[20])
- Джейми Уиллкокс — вокал, гитара (в группе с апреля 2005 года по 2010 год)
- Пол Гловер — барабаны (в группе с конца 2006 года)
- Джим Добсон — клавишные, бас-гитара, виолончель, акустическая гитара, вокал (покинул группу в ноябре 2006 года)
- Эндрю Кортни — барабаны — (покинул группу в ноябре 2006 года)

## Дискография

### Студийные альбомы
- The Dark Third (2006)
- Amor Vincit Omnia (2009)
- Hammer and Anvil (2010)
- Eupnea (2020)
- Above Cirrus (2022)
- Coming Up to Consciousness (2024)

### Концертные альбомы
- Live at NEARfest 2007 (2008)

### Мини-альбомы
- Cautionary Tales for the Brave (2005)

### Синглы
- «Apprentice of the Universe» (2004)
- «The Bright Ambassadors of Morning» (2005)
- «The Intention Craft» (2005)
- «Victorious Cupid» (2007)
- «Deus Ex Machina» (2009)